# Relações internacionais da Venezuela

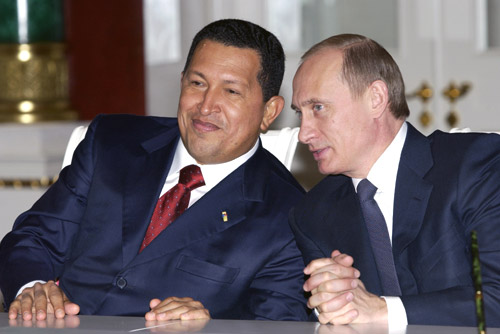
O ex-presidente Hugo Chávez com o presidente da Rússia Vladimir Putin.

Durante a maior parte do século XX, a Venezuela manteve relações amistosas com os países latino-americanos e ocidentais. As relações entre a Venezuela e o governo dos Estados Unidos pioraram após o golpe de Estado na Venezuela de 2002, durante a qual o governo estadunidense reconheceu a presidência interina de Pedro Carmona. Do mesmo modo, laços com vários países da América Latina e do Oriente Médio que não são aliados dos Estados Unidos foram fortalecidos.
A Venezuela busca alternativas de integração hemisférica, através de propostas como a Aliança Bolivariana para as Américas e a recém-lançada rede de televisão pan-latino-americana, TeleSUR. A Venezuela é uma das quatro nações no mundo, juntamente com a Rússia, a Nicarágua e Nauru, que reconheceu a independência da Abecásia e da Ossétia do Sul. A Venezuela foi um defensor da decisão da Organização dos Estados Americanos para adotar a sua Convenção Anti-Corrupção e está trabalhando ativamente no Mercosul para pressionar o aumento do comércio e da integração energética. Globalmente, buscando a formação de um mundo "multipolar", baseado no fortalecimento dos laços diplomáticos entre os países do Terceiro Mundo.
Desde março de 2015, o governo norte-americano durante a gestão de Barack Obama declarou o governo venezuelano como ameaça a segurança nacional de seu governo. Posteriormente, em Junho de 2015, oito senadores brasileiros foram até a Venezuela para promoverem um ato pela libertação dos presos políticos do país. Os oito senadores da comitiva foram recebidos pelas mulheres dos presos políticos, opositores do governo de Nicolás Maduro, que eles iriam visitar num presídio. Mas a rodovia estava bloqueada. Segundo a polícia, por causa de um acidente de trânsito. Foi então que dezenas de simpatizantes do governo cercaram o micro-ônibus e começaram a bater nos vidros. Os senadores tiveram que voltar. A Câmara Federal do Brasil, aprovou uma moção de repúdio ao ato contra os senadores. A Venezuela negou obstáculos a visita dos senadores.

## Mercosul

### Adesão

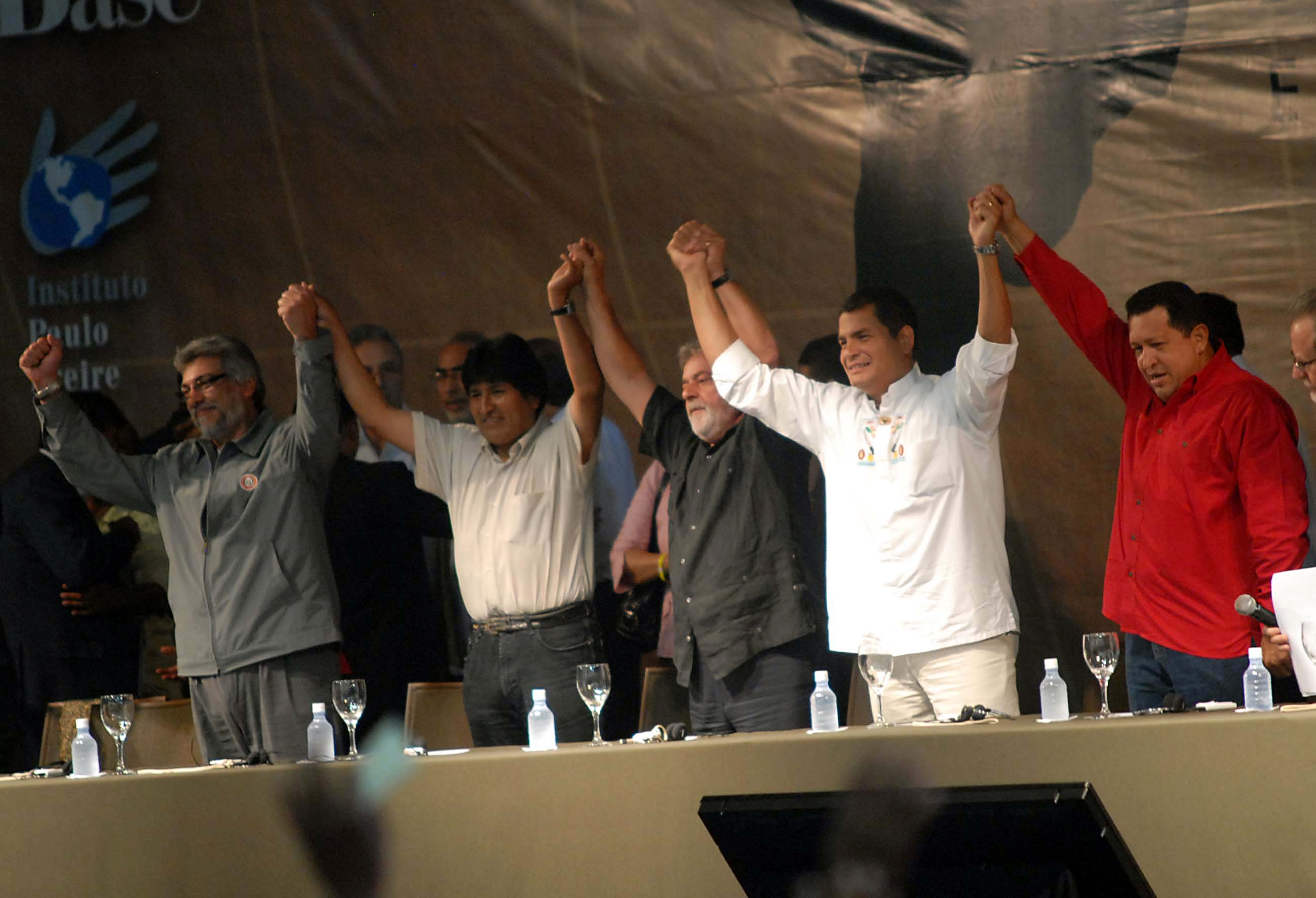
Encontro de presidentes sul-americanos no Brasil em 2009. Lula da Silva está no centro, enquanto Hugo Chávez está à direita.

A história da Venezuela no Mercosul iniciou em 16 de dezembro de 2003, durante reunião de cúpula do Mercosul realizada em Montevidéu, quando foi assinado o Acordo de Complementação Econômica Mercosul, Colômbia, Equador e Venezuela. Neste acordo foi estabelecido um cronograma para a criação de uma zona de livre comércio entre os Estados signatários e os membros plenos do Mercosul, com gradual redução de tarifas. Desta maneira, estes países obtiveram sucesso nas negociações para a formação de uma zona de livre comércio com o Mercosul, uma vez que, um acordo de complementação econômica, com o cumprimento integral de seu cronograma, é o item exigido para ascensão de um novo associado No entanto, em 8 de julho de 2004, a Venezuela foi elevada ao status de membro associado, sem ao menos concluir o cronograma firmado com o Conselho do Mercado Comum. No ano seguinte, o bloco a reconheceu como uma nação associada em processo de adesão, o que na prática significava que o Estado possuía voz, mas não voto.
A investida venezuelana encontrou forte resistência nos congressos do Brasil e do Paraguai. O Protocolo de Adesão do país caribenho foi assinado em 2006 por todos os presidentes de países do bloco. Na sequência, os congressos uruguaio e argentino aprovaram a entrada do novo membro. O congresso do Brasil o fez somente em dezembro de 2009. Contudo, o congresso paraguaio não o aprovava e, desta forma, impossibilitou a adesão plena da nação caribenha. Posteriormente, em 29 de junho de 2012, em resposta à destituição sumária de Fernando Lugo da presidência, os presidentes do Mercosul decretaram a suspensão paraguaia até a eleição presidencial seguinte, em abril de 2013. Um mês depois, os presidentes do bloco reconheceram a adesão plena da Venezuela e diversos acordos comerciais foram firmados. Aventou-se que a decisão poderia ser revertida com o retorno paraguaio ao exercer seu poder de veto, o que não se verificou. A decisão foi alvo de controvérsias. Para alguns economistas, a aceitação da Venezuela como membro pleno do Mercosul amplia a importância econômica do bloco e abre novas oportunidades de negócios e investimentos. No entanto, para outros, a decisão foi precipitada, imposta pelos governos do Brasil e Argentina e motivada puramente por interesses políticos.
Em novembro de 2015, o então recém eleito presidente da Argentina, Mauricio Macri, afirmou que pediria a suspensão da Venezuela do Mercosul, porém devido aos resultados das eleições legislativas venezuelanas ele recuou da proposta duas semanas depois.

### Suspensão
A suspensão da 'Venezuela foi oficializada em 1º de dezembro de 2016. A decisão foi unanime por parte de: Brasil, Argentina, Paraguai e Uruguai; Ainda que para o governo de Montevidéu seria prudente acionar a clausula democrática do bloco, da mesma forma que foi feita com o Paraguai. Após a Venezuela não aderir o tratado de Assunção sobre a promoção e proteção dos direitos humanos, o acordo sobre residência que permite que moradores de outros países do bloco tenham moradia no país e, também, o Acordo de complementação econômica 18, que é considerado um dos principais pilares do bloco.
```
O governo Venezuelano aderiu apenas 80 por cento das 1.224 técnicas exigidas, e 25 por cento do tratado necessário.
[
9
]
[
10
]
```

Entre os tratados que não foram cumpridos, um considerado essencial é o protocolo de compromisso com a promoção e proteção dos direitos humanos. O primeiro artigo diz: "A plena vigência das instituições democráticas e o respeito dos direitos humanos e das liberdades fundamentais são condições essenciais para a vigência e evolução do processo de integração entre as Partes". A chanceler Delcy Rodríguez pediu para que houvesse um mecanismo de solução de controvérsia para “Iniciar negociações sobre o cumprimento’’. E ainda escreveu: “A Venezuela se respeita! Funcionários comprometidos com mandatos imperialistas não podem atentar contra nossa pátria com suas ações anti-jurídicas"
Atualmente a Venezuela passa por um crise e parece não haver previsões para que um dia o país venha integrar mais um vez o bloco. Visto que atualmente o governo sofre denuncias por violar os direitos humanos.